# Ogre
Pour les articles homonymes, voir Ogre (homonymie).
 (juin 2016).

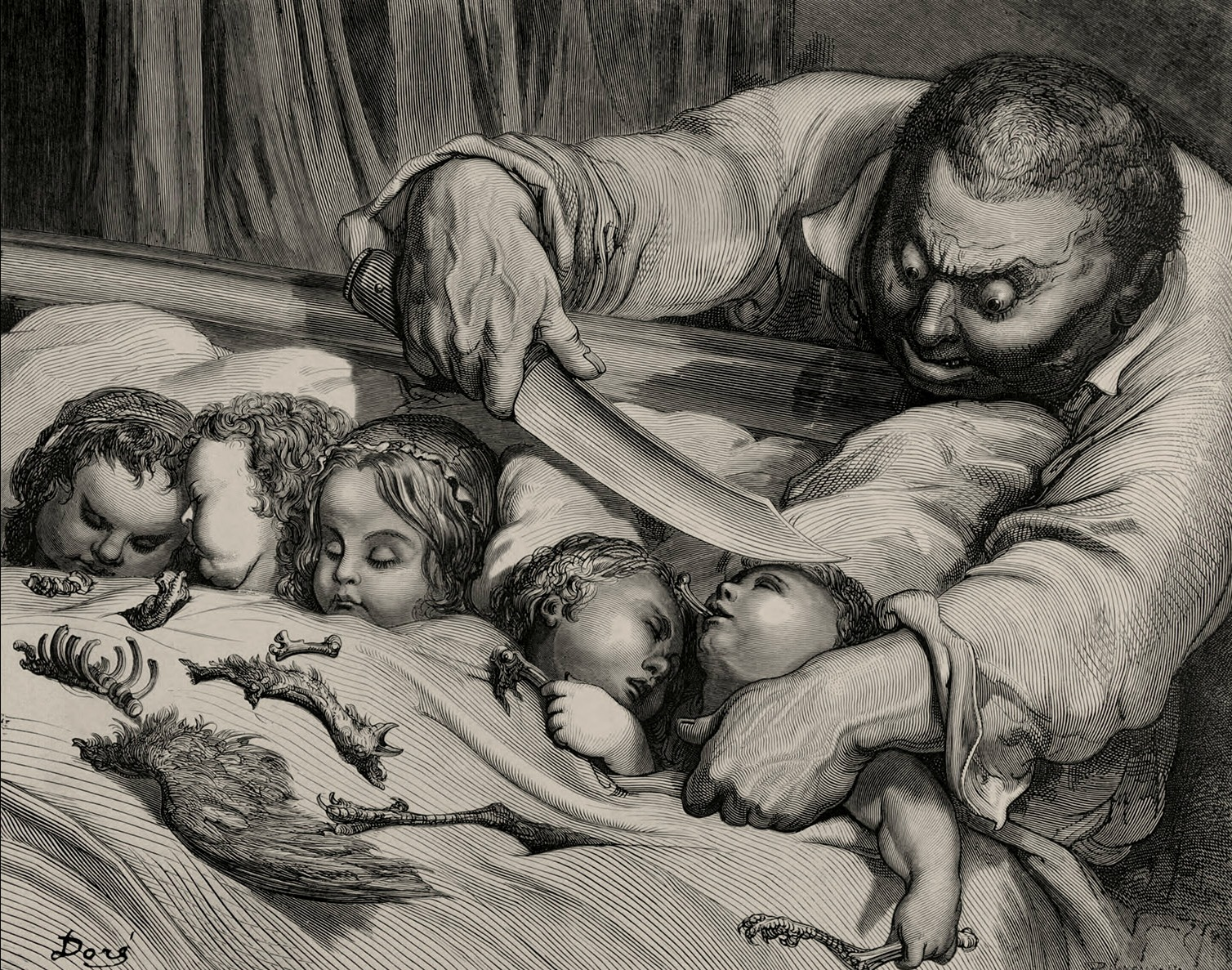
Confondu par une ruse du Petit Poucet, l'ogre égorge par erreur ses propres filles.
Illustration de Gustave Doré, 1867.

Un ogre (du latin orcus, « enfer », fém. ogresse) est un personnage de contes et traditions populaires, sorte de géant se nourrissant de chair fraîche et dévorant les petits enfants.

## Étymologie

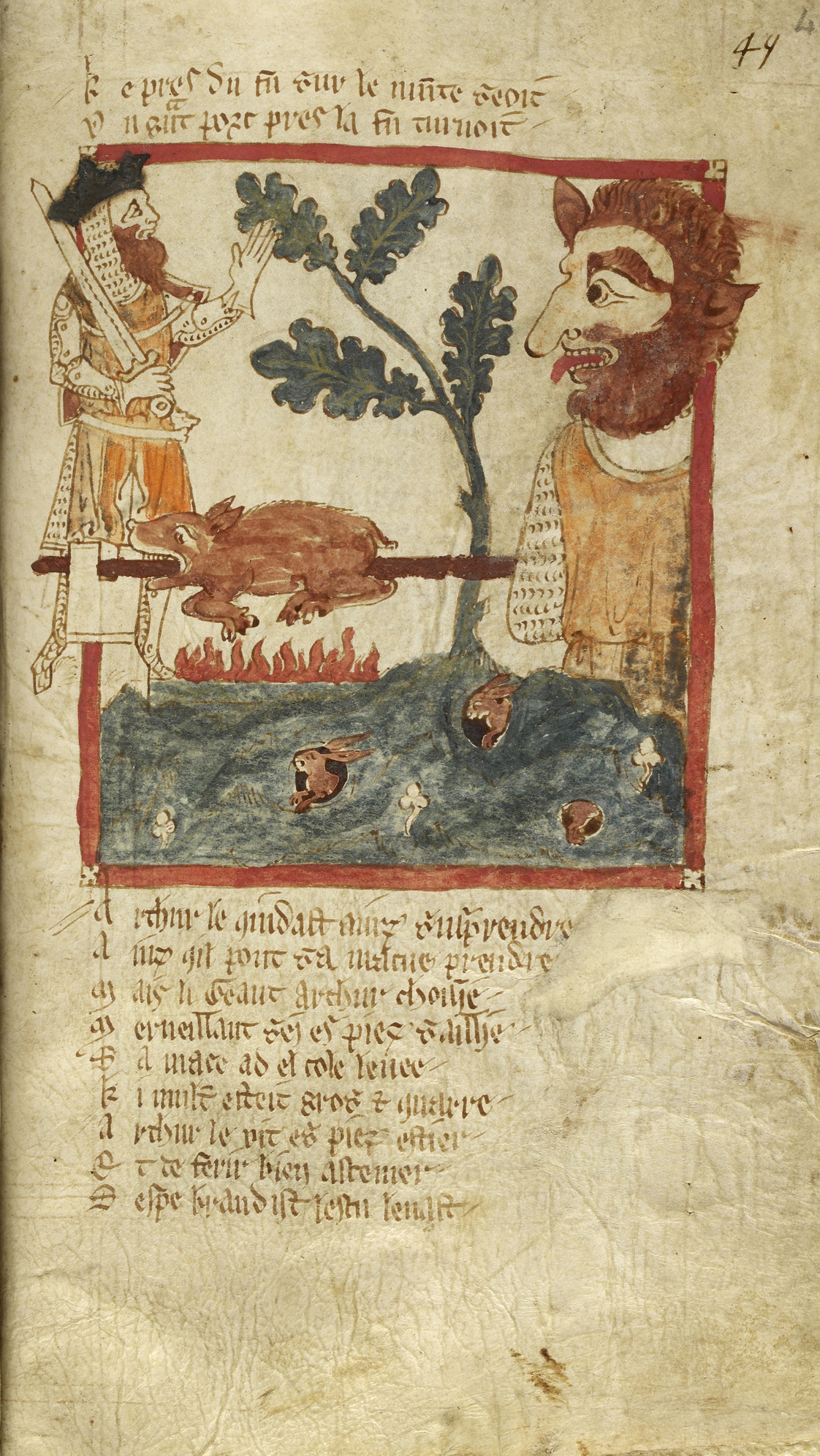
Le roi Arthur rencontre un géant faisant rôtir un porc.
Enluminure du Roman de Brut de Wace, XIVe siècle, British Library, ms. Egerton 3028, 49.

L'étymologie du vocable « ogre » est incertaine.
L'attestation la plus ancienne du terme remonte à la fin du XIIe siècle, dans Perceval ou le Conte du Graal, roman arthurien de Chrétien de Troyes :
| et s'est escrit que il est encore que toz li reaumes de Logres, qui ja dis fu la terre as ogres, ert destruite par cele lance. — Chrétien de Troyes, Perceval ou le Conte du Graal. | Et il est écrit que viendra le jour où tout le royaume de Logres, qui fut jadis la terre des ogres, sera détruit par cette lance. — traduction contemporaine. |  |

Le nom du royaume de Logres dérive de Lloegr ou Lloegyr, vocable en langues brittonique et galloise qui sert à désigner l'Angleterre dans le cadre de ce roman. L'étymologie fantaisiste du royaume, ancienne « terre des ogres », permet à Chrétien de Troyes une rime « facile mais riche » de sens. En l'occurrence, le poète fait probablement allusion à deux œuvres littéraires : d'une part, l’Historia regum Britanniae (vers 1136) de l'évêque anglo-normand Geoffroy de Monmouth, d'autre part, le Roman de Brut (XIIe siècle) du poète normand Wace qui retrace en langue anglo-normande l'histoire légendaire d'une Angleterre autrefois habitée par des géants jusqu'à l'arrivée du mythique Brutus, héros fondateur troyen,. Cependant, Wace désigne les habitants du royaume sous le nom de « gaians » (« géants ») et jamais comme des « ogres ».
Le Dictionnaire de la langue française (1872-1877) d'Émile Littré mentionne une conjecture relative au vocable « ogre » censément dérivé de « hongrois », en référence aux exactions commises au Moyen Âge par ce peuple parfois confondu avec les Huns, et dont les échos littéraires résonnent dans des chansons de geste. Cependant, le Littré souligne le caractère erroné de cette « fantaisie étymologique » puisque « la forme du mot dans les langues romanes ne se prête pas à cette dérivation ». La réfutation est développée par Sándor Eckhardt (hu), lexicographe et historien hongrois de la littérature, puis reprise par le mythographe français Henri Dontenville,.
On admet plus communément aujourd'hui que le terme dérive par métathèse du latin Orcus, vocable « lié au monde des morts » mais dont la signification précise demeure inconnue malgré des tentatives d'assimilation à Pluton ou Dis Pater.

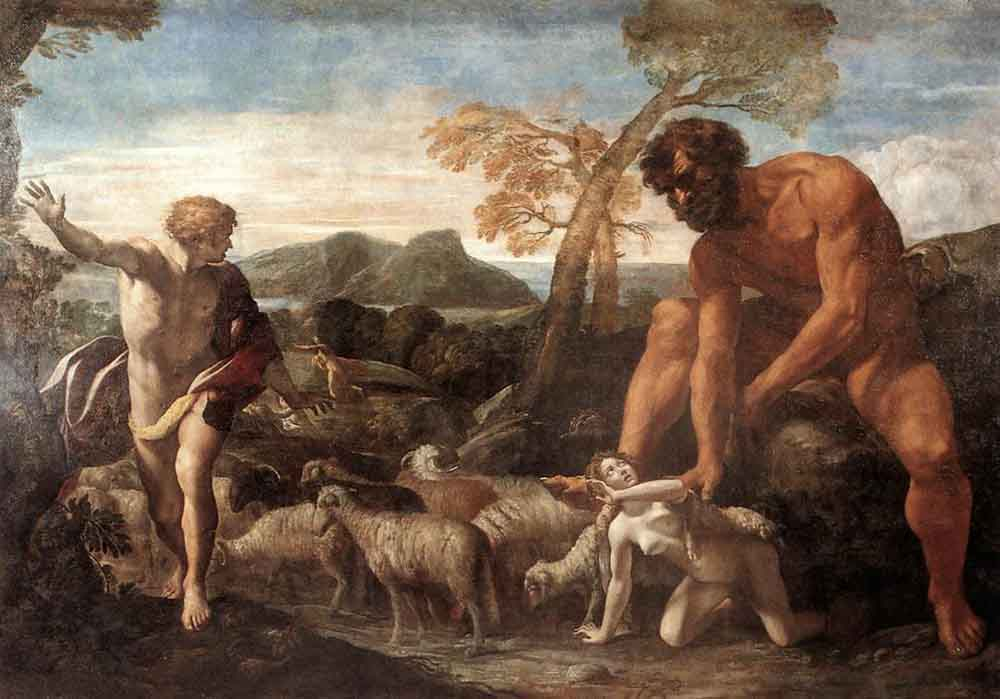
Norandino et Lucina découverts par l'Ogre,
peinture baroque de Giovanni Lanfranco d'après Orlando furioso de Ludovico Ariosto, 1624.

« Ogre » se traduit orco en italien. Les Romains s'inspireraient en cela des Étrusques qui, dans leur panthéon divin, représentent un démon des enfers sur la Tomba dell'Orco (parfois traduit incorrectement « la tombe de l'ogre » au sens de divinité infernale), à côté d'autres dieux infernaux de leur mythologie.
Un exemple précoce du orco en italien apparaît en 1290 dans Jacomo Tolomei : orco… mangia li garzone (« ogre… [qui] mange les garçons »), Dans le dix-septième chant du poème épique italien de Ludovico Ariosto, Orlando furioso (Roland furieux, 1516), l' « orco » est décrit comme un monstre bestial et aveugle probablement inspiré du cyclope de l'Odyssée,,.
Giambattista Basile (1575-1632) utilise plus tard, dans son Pentamerone (1634-1636 ; conte n° I-1) le terme napolitain de uerco.
C'est à partir de 1697, année où il paraît dans Les Contes de ma mère l'Oye de Charles Perrault, que le terme se popularise en langue française. L'auteur en donne la définition suivante en note de l'un de ses contes : « Homme sauvage qui mange les petits enfants ». Madame d'Aulnoy le reprend à son compte l'année suivante, en 1698, dans son récit l'Oranger et l'Abeille.

## Folklore, contes et mythologie
Les Ogres sont dépeints comme des brutes géantes, hirsutes, inintelligentes et cruelles. Si dans l'imaginaire breton, l'Ogre géant est constructeur de mégalithes et de dolmens, sa figure a été popularisée par Charles Perrault dans les Contes de ma mère l'Oye :
- un des Ogres les plus fameux y est celui du conte le Petit Poucet.
- un autre Ogre apparaît dans le Chat botté. Il a le pouvoir, tel Protée, de prendre une forme quelconque. Le Chat botté le mange après l'avoir mis au défi de se transformer en souris.
- une des variantes de l'Ogre est le personnage de la Barbe bleue, qui tue les femmes qu'il épouse sans toutefois les manger.
- un conte de Grimm, intitulé L'Ogre (Der Okerlo), fait intervenir un couple d'ogres. Il a été retranché du recueil dès la 2e édition (1819) en raison de sa trop grande proximité avec le conte de Madame d'Aulnoy intitulé L'Oranger et l'Abeille, dont il serait une version populaire simplifiée[21].

La mythologie grecque, à travers le personnage de Cronos (Saturne chez les Romains) dévorant ses propres enfants, préfigure l'ogre primaire, qu'on retrouve dans les peintures noires de Francisco de Goya.

## Portrait d'ogres

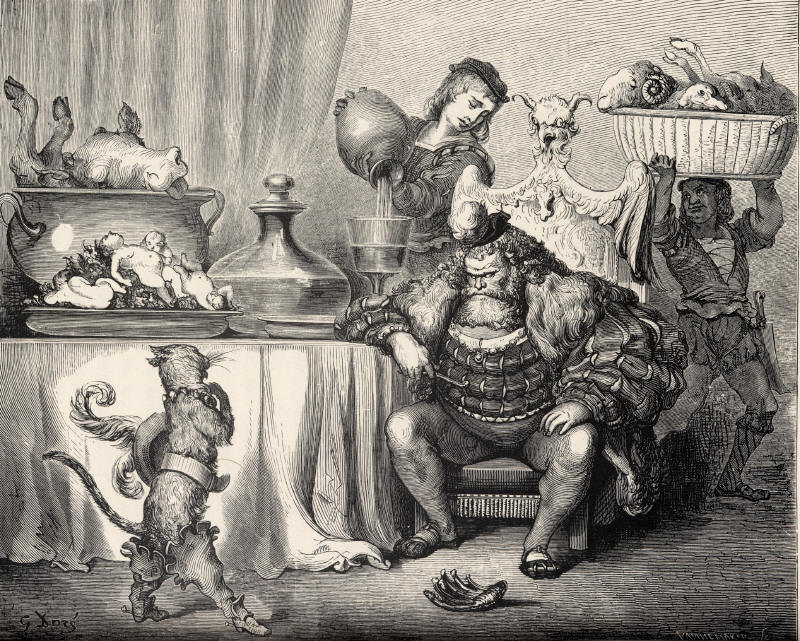
« L'Ogre le reçut aussi civilement que le peut un Ogre ». Le Maître chat ou le Chat botté, illustration de Gustave Doré de 1867.

Charles Perrault n’abuse pas de la figure de l’ogre et n’y a recours qu’à trois reprises, avec deux ogres mâles et une ogresse. Dans les trois cas, les ogres occupent une position sociale élevée et sont riches :
- l’Ogre du Petit Poucet possède quantité d’or et d’argent dont le héros finit par s’emparer ;
- celui du Chat botté est maître d’un château entouré de vastes terres et vit dans l’opulence;
- quant à l’Ogresse de la Belle au bois dormant, elle n’est rien de moins que la reine.

Le cannibalisme, qui engraisse leur corps et les accroît jusqu’à en faire des géants, s’accompagne ainsi d’une profusion de richesses et de pouvoirs exceptionnels : mobilité extrême pour le premier grâce aux bottes de sept lieues, métamorphose pour le second et régence pour la dernière.
Les Ogres n'ont qu'une obsession : manger de la chair fraîche. Leurs mets de prédilection sont les petits enfants. À la différence du Loup, qui dévore ses victimes crues, l'Ogre aime que la viande soit préparée et cuite, en sauce, comme on accommode le veau ou le mouton.
On voit les Ogres bons amis. Celui du Petit Poucet se prépare à régaler ses amis Ogres de chair fraîche. Il est décrit comme « bon mari » et père de sept petites filles qu’il élève comme des princesses. Il finit cependant par s’évanouir, non par le trépas, mais dans son sommeil dès lors qu’on lui ôte ses bottes de sept lieues, comme s’il perdait alors tout pouvoir avec la disparition de ce signe extérieur de fortune et puissance.
Malgré leur taille, leur appétit, leurs richesses et leur position sociale élevée les rendant d'autant plus à craindre, les Ogres se laissent facilement berner : l’un par un enfant, l’autre par un chat, la dernière par son maître d’hôtel, même si elle finit par découvrir la supercherie : le Chat botté convainc sans mal l'Ogre de se transformer en souris, quant au Petit Poucet, il échange son bonnet de nuit et celui de ses frères contre les couronnes des filles de l'Ogre, ce qui conduira ce dernier à tuer sa progéniture.

## Ogresses

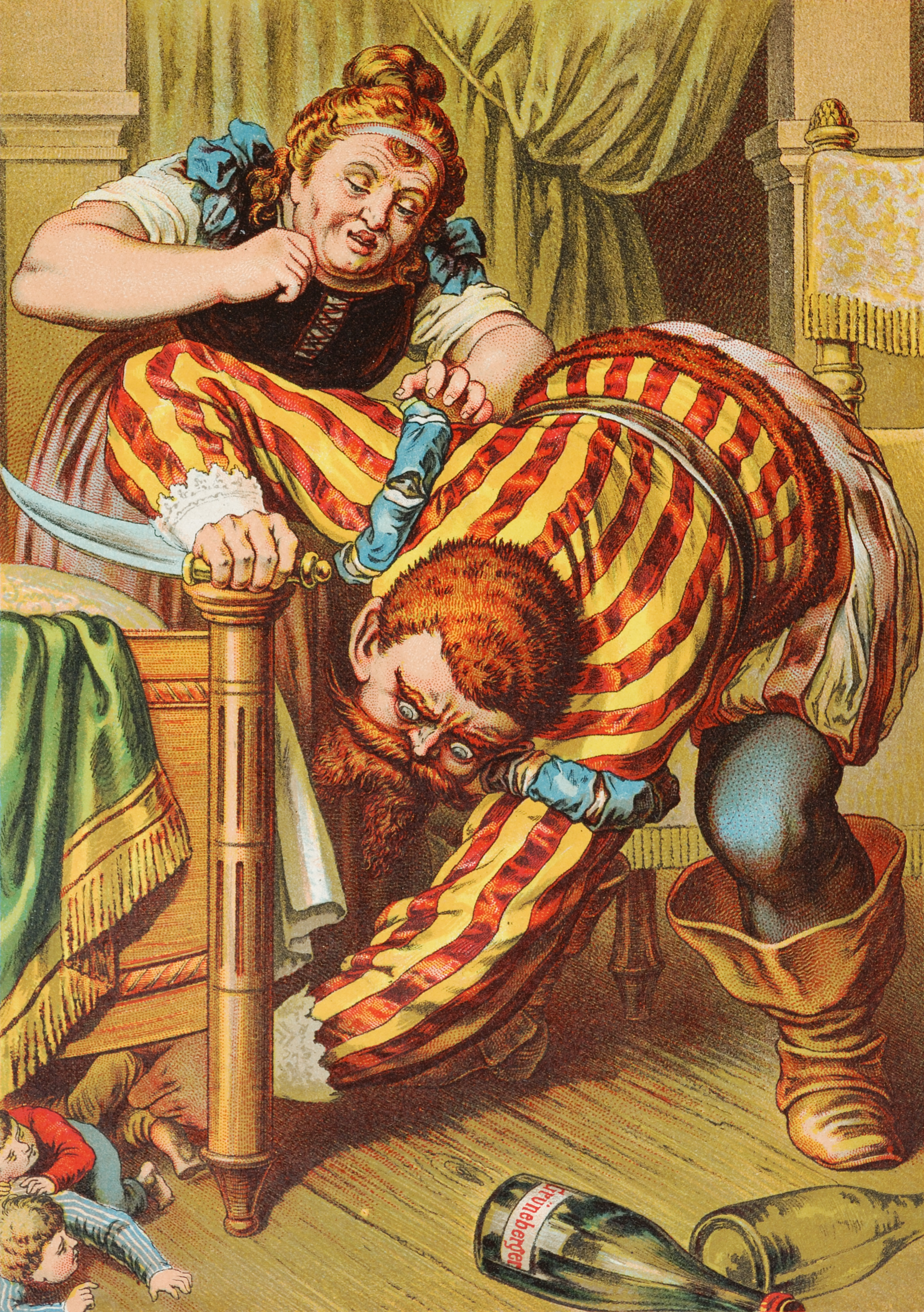
L'ogre et sa femme, illustration allemande de Der kleine Däumling, XIXe siècle

Dans les contes, le personnage de l’Ogresse est tour à tour le pendant féminin du personnage de l’Ogre, c'est-à-dire un être déployant un appétit féroce pour la chair fraîche (mère du prince dans la Belle au Bois dormant, sorcière dans Hänsel et Gretel des frères Grimm), ou bien plus simplement la femme ou les filles d’un Ogre (Le Petit Poucet).

### La Belle au bois dormant
L’Ogresse apparaît dans la seconde partie du conte de Perrault, bien souvent méconnue et abandonnée dans les adaptations postérieures. Elle est l’épouse du roi et mère du prince. Même si cette femme est d’un abord normal, quelques indices mettent le lecteur sur la voie : elle semble trop curieuse, des rumeurs courent sur son compte et son fils même se méfie d’elle :

« Le prince la craignait quoiqu’il l’aimât, car elle était de race Ogresse, et le Roi ne l’avait épousée que pour ses grands biens ; on disait même tout bas à la Cour qu’elle avait les inclinaisons des Ogres, et qu’en voyant passer de petits enfants, elle avait toutes les peines du monde à se retenir de se jeter sur eux »

Elle n’a qu’une idée en tête, assouvir sa pulsion cannibale en dévorant la petite Aurore et le petit Jour, c’est-à-dire ses propres petits-enfants et leur mère. Elle va pour cela s’aider de la complicité de son maître d’hôtel en profitant de l’absence du père des enfants :

« Je veux manger demain à mon dîner la petite Aurore. – Ah ! Madame, dit le Maître-d’Hôtel. – Je le veux, dit la Reine (et elle le dit d’un ton d’Ogresse qui a envie de manger de la chair fraîche), et je la veux manger à la Sauce Robert. »

Il suffit ainsi que sa rivalité de marâtre avec une bru trop belle se trouve renforcée par les pouvoirs de régente que lui donne l’absence du roi son fils pour que ses instincts se déchaînent. Comble de tout, sa perversion s’exerce au sein de sa propre famille. Le maître d’hôtel attendri prend cependant la précaution de mettre les enfants et la princesse à l’abri dans son propre foyer et d’accommoder un petit agneau en remplacement d’Aurore, un petit chevreau à la place de Jour et une jeune biche au lieu de la jeune reine.

### Hänsel et Gretel
Hänsel et Gretel, perdus par leurs parents, gagnent, après avoir erré dans la forêt, une maisonnette de pain et gâteau, demeure de l'ogresse, qualifiée de sorcière dans le conte. Celle-ci veut engraisser le garçonnet et utilise la fillette comme domestique. Gretel la pousse dans le four, allumé pour cuire Hänsel. Les deux enfants finissent par regagner la maison de leur père en voyageant à dos de canard, non sans avoir auparavant mis la main sur les perles et pierres précieuses de l’Ogresse.

### Le Petit Poucet
Les sept filles de l’Ogre sont qualifiées de « petites Ogresses » et présentées en ces termes dans le conte de Charles Perrault :

« L’Ogre avait sept filles, qui n’étaient encore que des enfants. Ces petites Ogresses avaient toutes le teint fort beau, parce qu’elles mangeaient de la chair fraîche comme leur père ; mais elles avaient de petits yeux gris et tout ronds, le nez crochu et une fort grande bouche avec de longues dents fort aiguës et fort éloignées l’une de l’autre. Elles n’étaient pas encore fort méchantes ; mais elles promettaient beaucoup, car elles mordaient déjà les petits enfants pour en sucer le sang »

La femme de l’Ogre est également présentée comme Ogresse, mais seul son mariage lui vaut ce statut. Loin de se nourrir de chair fraîche et de vouloir manger les enfants, elle se fait leur complice en tentant de les cacher à son mari.

## Portée symbolique

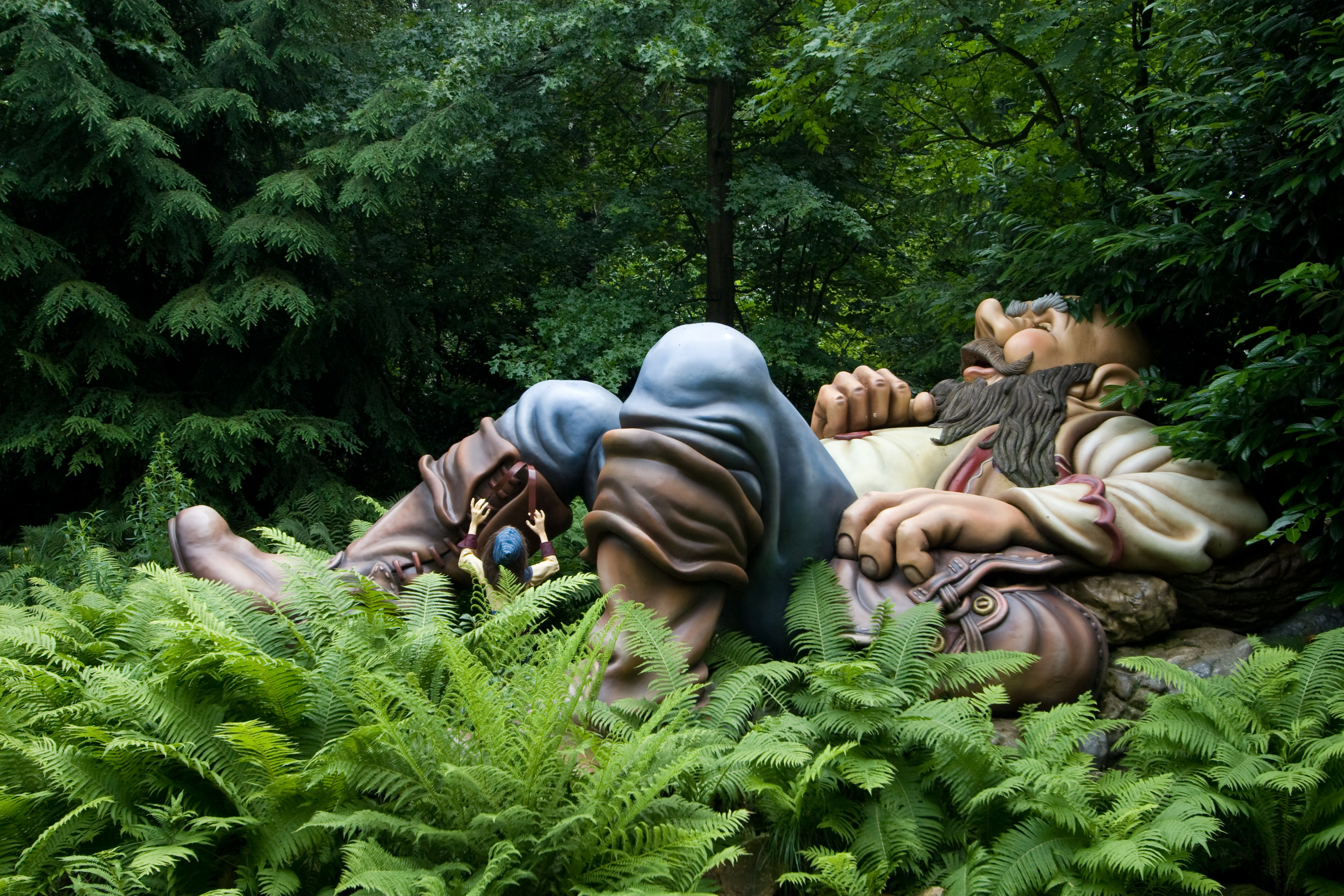
Le Petit Poucet s'emparant des bottes de sept lieues de l'Ogre (parc d'Efteling, Kaatsheuvel).

La figure de l'Ogre est très impressionnante pour les tout-petits, renvoyant à la toute-puissance des adultes et la crainte de la dévoration. Elle est en cela assimilable à celle du Grand méchant loup dans les contes pour enfants ; ces archétypes fournissent une forme culturelle aux frayeurs enfantines, ressenties généralement à l'âge de 3 / 4 ans au moment du coucher.

### Interprétation par la psychanalyse
Le discours psychanalytique a spéculé diverses interprétations autour de la figure de l'Ogre. Pour les disciples de Freud, il constitue l'image inversée et cauchemardesque du père, ce dernier ayant chez le conteur un rôle presque toujours extrêmement négatif. Aux yeux des mêmes interprètes, il s'agit du transparent symbole du retour au ventre maternel. La sauvagerie de l'Ogre serait une transposition symbolique de la violence affective contenue dans les rapports familiaux. Dans sa Psychanalyse des contes de fées, Bruno Bettelheim veut voir dans l'Ogre un écho aux frayeurs des enfants en bas âge, au moment où joue la pulsion orale. Cette pulsion, qui pousse les enfants à porter tout objet à la bouche (le stade oral décrit par Freud), est considérée par Bettelheim comme une « puissance destructrice », qu'il faut « réussir à surmonter ». Ce que proposeraient les contes, en offrant aux enfants un scénario de victoire sur l'Ogre.

## Formes contemporaines

### Jeux de rôle
Co-auteur de Donjons et Dragons (D&D), le premier jeu de rôle (publié en 1973), Gary Gygax rappelle l'étymologie latine Orcus commune aux ogres et aux orques. Son jeu de rôle prend soin de distinguer les deux sortes de créatures en les intégrant chacune dans le bestiaire. Dès la première édition de D&D, les ogres apparaissent en tant que monstres brièvement décrits comme grands et terrifiants. Dans les Règles avancées de Donjons et Dragons (Advanced Dungeons & Dragons, dit « AD&D »), les ogres figurent dans le premier Manuel des monstres (Monster Manual, 1978), bestiaire ludique qui les campe comme une catégorie de géants, cousins éloignés des trolls et insatiables butors susceptibles de monnayer leurs capacités guerrières. Des éditions ultérieures du jeu et de ses suppléments proposent d'autres espèces d'ogres, notamment les « ogres mages » à la peau bleue, variété asiatique plus intelligente et portée sur les arts magiques.

### Utilisations comme traductions
Dans le domaine du divertissement, "ogre" est également une traduction à visée commerciale pour désigner l'oni, comme dans la série de light novels Re:Zero.

## Histoire
Le terme demeure accolé à certains personnages historiques pour des motifs politiques ; ainsi, les détracteurs de Napoléon Ier le surnommèrent « l'Ogre ».
Par ailleurs, le vocable « ogre » sert de surnom à certains tueurs en série d'enfants, tel Michel Fourniret dit « l'ogre des Ardennes ».